# سلامة الصدر
السلامة لغة
يقال: سلم المسافر أي خلص ونجا من الآفات فهو سالم ومعظم باب هذه المادة من الصِّحة والعافية فالسلامة أن يَسْلَم الإنسان من العاهة والأذى قال أهل العلم  الله -جلَّ ثناؤه- هو السَّلام؛ لسلامته مما يَلْحق المخلوقين من العيب والنقص والفناءوالسَّلام والسَلَامة: البَرَاءة.
الصَّدر لغة
أعلى مُقَدَّمِ كُلِّ شيءٍ وكلُّ ما واجَهَكَ صَدْرٌ وصَدْرُ القَناةِ أعلاها وصَدْرُ الأمر أوَّلُه كصَدْرُ النَّهارِ واللَّيْلِ وصَدْرُ الشِّتاءِ والصَّيفِ وما أشْبَه ذلك ، وصَدْرُ الإِنسانِ الجزء الممتدُّ من أسفل العنق إلى فضاء الجوف وجمعُه: صُدورٌ، وسمِّي القلب صَدْرًا لحلوله به وفي القرآن الكريم:(قُلْ إِن تُخْفُواْ مَا فِي صُدُورِكُمْ أَوْ تُبْدُوهُ يَعْلَمْهُ اللّهُ ) [آل عمران: 29].
سلامة الصدر اصطلاحاً
قال محمد الشوكاني: (وأما سَلَامة الصَّدر، فالمراد به: عدم الحقد والغل والبغضاء).
فسليم القلب والصَّدر هو من سَلِم وعُوِفي فؤاده من جميع أمراض القلوب وأَدْوَائها، ومن كلِّ آفة تبعده عن الله تبارك وتعالى.

## التفريق بين سلامة الصدر وبعض المعاني
يقول ابن القيم: 
| سلامة الصدر | (لست بِخِبٍّ ولا يخدعني الخِبُّ) | سلامة الصدر |

وكان عمر أعقل من أن يُخْدع، وأورع من أن يَخْدع، وقال تعالى: «يَوْمَ لا يَنفَعُ مَالٌ وَلا بَنُونَ إِلاَّ مَنْ أَتَى اللَّهَ بِقَلْبٍ سَلِيمٍ» [الشُّعراء: 88-89] فهذا هو السَّليم من الآفات التي تعتري القلوب المريضة، من مرض الشُّبهة التي توجب اتِّباع الظَّنِّ، ومرض الشَّهوة التي توجب اتِّباع ما تهوى الأنفس، فالقلب السَّليم الذي سَلِم من هذا وهذا.

## سلامة الصدر في القرآن
قال ابن رجب: (أفضل الأعمال سَلَامة الصَّدر من أنواع الشَّحْناء كلِّها، وأفضلها السَّلَامة من شحناء أهل الأهواء والبدع، التي تقتضي الطَّعن على سلف الأمَّة، وبغضهم والحقد عليهم، واعتقاد تكفيرهم أو تبديعهم وتضليلهم، ثمَّ يلي ذلك سَلَامة القلب من الشَّحْناء لعموم المسلمين، وإرادة الخير لهم، ونصيحتهم، وأن يحبَّ لهم ما يحبُّ لنفسه، وقد وصف الله تعالى المؤمنين عمومًا بأنَّهم يقولون: وَالَّذِينَ جَاؤُوا مِن بَعْدِهِمْ يَقُولُونَ رَبَّنَا اغْفِرْ لَنَا وَلإِخْوَانِنَا الَّذِينَ سَبَقُونَا بِالإِيمَانِ وَلا تَجْعَلْ فِي قُلُوبِنَا غِلاًّ لِّلَّذِينَ آمَنُوا رَبَّنَا إِنَّكَ رَؤُوفٌ رَّحِيمٌ [الحشر: 10]).
ففي هذه الآية الكريمة، يبيِّن الله وتعالى أنَّ سَلَامة الصَّدر، ونقاء القلب من أمراضه -والتي منها الغِلُّ - صفة من صفات أهل الجنَّة، وميزة من ميزاتهم، ونعيم يتنعمون به يوم القيامة. وقال تعالى في موضع آخر من كتابه الكريم: ﴿وَنَزَعْنَا مَا فِي صُدُورِهِمْ مِنْ غِلٍّ إِخْوَانًا عَلَى سُرُرٍ مُتَقَابِلِينَ ۝٤٧﴾ [الحجر: 47].
قال ابن عطية: (هذا إخبار من الله عزَّ وجلَّ أنَّه ينقِّي قلوب ساكني الجنَّة من الغلِّ والحقد، وذلك أنَّ صاحب الغلِّ متعذِّب به، ولا عذاب في الجنَّة).
وقال القشيري: (طهَّرنا قلوبهم من كلِّ غش، واستخلصنا أسرارهم عن كلِّ آفة. وطهَّر قلوب العارفين من كلِّ حظٍّ وعلاقة، كما طهَّر قلوب الزَّاهدين عن كلِّ رغبة ومُنية، وطهَّر قلوب العابدين عن كلِّ تهمة وشهوة، وطهَّر قلوب المحبِّين عن محبَّة كلِّ مخلوق، وعن غلِّ الصَّدر- كلُّ واحد على قدر رتبته).

## سلامة الصدر في السُّنَة
يقول ملا علي القاري في تفسيره مخموم القلب: (أي: سليم القلب، لقوله تعالى: ((إِلاَّ مَنْ أَتَى اللَّهَ بِقَلْبٍ سَلِيمٍ)) [الشُّعراء: 89]، من خَمَمْت البيت، إذا كنسته، على ما في ((القاموس)) وغيره، فالمعنى: أن يكون قلبه مكنوسًا من غبار الأغيار، ومُنَظَّفًا من أخلاق الأقذار).
روي عن عبد الله بن مسعود  أن رسول اللّه ﷺ قال: 
| سلامة الصدر | لا يُبَلِّغُنِي أحدٌ من أصحابي عن أحدٍ شيئًا، فإنِّي أحبُّ أن أخرج إليكم وأنا سَلِيم الصَّدر | سلامة الصدر |

هذا الحديث يكشف عن مدى اهتمام المصطفى صلى الله عليه وسلم بسَلَامة صدره، فهو ينهى ويحذِّر من أن يُنْقَل إليه ما يُوغِر صَدْره، ويغيِّر قلبه تجاه أصحابه الكرام، رضوان الله عليهم أجمعين.
قال المباركفوري شارحًا لهذا الحديث: (قوله: ((لا يُبَلِّغُنِي)). أي: لا يوصلني. ((من أحد)). أي: من قبل أحد. ((شيئًا)). أي: مما أكرهه وأغضب عليه، وهو عامٌّ في الأفعال والأقوال، بأن شتم أحدًا وآذاه، قال فيه خصلة سوء. ((فإنِّي أحبُّ أن أخرج إليهم)). أي: من البيت وأُلَاقيهم. ((وأنا سليم الصَّدر)). أي: من مساويهم. قال ابن الملَك: والمعنى: أنَّه صلى الله عليه وسلم يتمنَّى أن يخرج من الدُّنيا وقلبه راض عن أصحابه، من غير سخط على أحد منهم).
روي عن محمد بن كعب أن رسول اللّه ﷺ قال: 
| سلامة الصدر | إنَّ أوَّل من يدخل من هذا الباب، رجل من أهل الجنَّة، فدخل عبد الله بن سلام، فقام إليه ناس من أصحاب رسول الله ﷺ فأخبروه بذلك، وقالوا: أخْبِرْنا بأوثق عملٍ في نفسك ترجو به. فقال: إنِّي لضعيف، وإنَّ أوثق ما أرجو به الله سَلَامة الصَّدر، وترك ما لا يعنيني. | سلامة الصدر |

ويدل هذا الحديث على أهمية سلامة الصدر، وأنه سبب عظيم من أسباب دخول الجنة، وأن ترك الإنسان الأمور التي لا تعنيه ولا تخصه من أمور الناس، سبب من أسباب سلامة الصدر التي هي سبب عظيم لدخول الجنة.

## أقوال في سلامة الصدر
- قال ابن العربي : (لا يكون القلب سليمًا إذا كان حقودًا حسودًا معجبًا متكبرًا وقد شرط النَّبي ﷺ في الإيمان أن يحبَّ لأخيه ما يحبُّ لنفسه).
- قال ابن سيرين: (القلب السَّليم هو النَّاصح لله في خلقه).
- وقيل: (القلب السَّليم الذي يحبُّ للنَّاس ما يحبُّه لنفسه قد سَلِم جميع النَّاس من غشِّه وظلمه، وأسْلَم لله بقلبه ولسانه).
- قال ابن تيمية: (فالقلب السَّليم المحمود، هو الذي يريد الخير لا الشَّر، وكمال ذلك بأن يعرف الخير والشَّر، فأمَّا من لا يعرف الشَّر، فذاك نقص فيه لا يُمدح به)

## من نماذج سلامة الصدر
أُثِر عن أبي الدرداء  أنَّه كان يدعو لسبعين من أصحابه يسمِّيهم بأسمائهم، وهذا العمل علامة على سَلَامة الصَّدر.
```
وقد كان 
أبو موسى الأشعري
 صوَّامًا قوَّامًا ربَّانيًّا زاهدًا عابدًا ممَّن جمع العلم والعمل والجهاد وسَلَامة الصَّدر لم تغيره الإمارة، ولا اغترَّ بالدُّنيا.
[
17
]
```

عن زيد بن أسلم أنَّه دخل على ابن أبي دُجانة وهو مريض وكان وجهه يتهلَّل فقال له: ما لك يتهلَّل وجهك؟ قال: ما من عملِ شيءٍ أوثق عندي من اثنين أمَّا أحدهما فكنت لا أتكلَّم بما لا يعنيني وأما الأُخْرى فكان قلبي للمسلمين سليمًا.

## ثمار وفوائد سلامة الصدر
1- سبب لدخول الجنَّة والنجاة من النار:
قال تعالى: ((يَوْمَ لا يَنفَعُ مَالٌ وَلا بَنُونَ إِلاَّ مَنْ أَتَى اللَّهَ بِقَلْبٍ سَلِيمٍ)) [الشُّعراء 88-89].
2- يكون ذو القلب السليم من خير الناس وأفضلهم:
روي عن عبد الله بن عمرو  أن رسول اللّه ﷺ قال: 
| سلامة الصدر | خير النَّاس ذو القلب المخْمُوم واللِّسان الصَّادق، قيل: ما القلب المخْمُوم؟ قال: هو التَّقِيُّ النَّقِيُّ الذي لَا إثم فيه، ولَا بَغْي ولَا حسد، قيل: فمن على أَثَــرِه؟ قال: الذي يَشْنَأُ الدُّنيا ويحبُّ الآخرة قيل: فمن على أَثَرِهِ؟ قال: مؤمن في خُلُق حسن. | سلامة الصدر |

3- أنَّها تجمع القلب على الخير والبِرِّ والطَّاعة والصَّلاح، فلا يجد القلب راحة إلا فيها، ولا تقرُّ عين المؤمن إلا بها.
4- أنَّها تزيل العيوب، وتقطع أسباب الذُّنوب، فمن سَلِم صدره، وطَهُر قلبه عن الإرادات الفاسدة، والظُّنون السَّيئة، عفَّ لسانه وجوارحه عن كلِّ قبيح.

## أسباب تحول دون سلامة الصدر
1- وسوسة الشيطان وتحريشه بين المسلمين:
2- الحسد والغلِّ والحقد، والتي إذا اشتمل عليها القلب لم يُعْتبر سليمًا.
3- التَّنافس على الدُّنيا:
روي عن عن عمرو بن عوف  أن رسول اللّه ﷺ قال: 
| سلامة الصدر | ((والله ما الفقر أخشى عليكم، ولكنِّي أخشى أَنْ تُبْسَط عليكم الدُّنيا كما بُسِطَتْ على من كان قبلكم، فتَنَافَسُوها كما تَنَافَسُوها، وتهلككم كما أهلكتهم)). | سلامة الصدر |

4- حبُّ الشُّهرة والوجاهة أو الرِّياسة:
قال الفضيل بن عياض رحمه الله: (ما من أحدٍ أحبَّ الرِّياسة إلا حَسد وبَغى، وتَتبَّع عيوب النَّاس، وكره أن يُذكر أحد بخير).
5- الاتِّصاف ببعض الصِّفات، والتي من شأنها أن تُوغر الصُّدور، وتؤثر في سلامتها، ككثرة المزاح، وكثرة المراء والجدال، والعُجب وغيرها.